# Heinrich Reuß von Plauen
Heinrich Reuß von Plauen (... – Mohrungen, 2 gennaio 1470) è stato un militare tedesco, trentaduesimo Gran maestro dell'Ordine teutonico dal 1467 fino alla sua morte. Egli era nipote del Gran Maestro predecessore Ludwig von Erlichshausen, e lontano parente del ventisettesimo Gran Maestro Heinrich von Plauen.

## Biografia
Reuß von Plauen apparteneva al casato di Reuss, che proveniva da Plauen, in Turingia. Incidentalmente, tutti i membri maschi della famiglia si chiamavano Heinrich (Enrico). I maggiori, i fratelli Heinrich Reuss von Plauen il Vecchio e Heinrich Reuss von Plauen il Giovane prestarono entrambi servizio nella Guerra dei Tredici anni.
Reuß von Plauen aderì all'ordine in giovane età. Egli iniziò il proprio percorso tra i cavalieri teutonici in un monastero in Germania. Reuß von Plauen giunse in Prussia negli anni venti del XV secolo, dove divenne Vogt di Dirschau. Nel 1433 divenne Komtur di Balga e nel 1440 divenne Vogt di Natangia. Dal 1441, Reuß von Plauen ottenne la posizione di Gran Ospitaliero e Komtur di Elbing. Come nipote del Gran Maestro, la sua influenza nell'ordine gli consentì di avanzare rapidamente nella gerarchia. Egli ottenne il comando di tutte le armate dell'ordine durante la Guerra dei Tredici anni e divenne famoso per aver distrutto le armate polacche nella Battaglia di Konitz. Dopo la Seconda Pace di Toruń nel 1466, Reuß von Plauen divenne Komtur dell'Olanda Prussiana.
Alla morte dello zio, il Gran Maestro Ludwig von Erlichshausen, nel 1467, Reuß von Plauen assunse il controllo dell'Ordine Teutonico ancora prima di essere eletto Gran Maestro. Egli si stabilì a Mohrungen e attese le successive mosse de Re Casimiro IV di Polonia, esitando a convocare il capitolo perché lo eleggesse Gran Maestro de jure. Su pressione di Casimiro, egli finalmente convocò il capitolo dell'ordine nel 1469 a Königsberg. Questa dichiarazione era ormai solo formale e Reuß von Plauen venne eletto trentaduesimo Gran Maestro dell'Ordine Teutonico il 17 ottobre 1469.
Reuß von Plauen si recò a Piotrków Trybunalski per rendere omaggio al Re Casimiro IV. Tornando in Prussia, egli ebbe venne colpito da paralisi, il che rese il viaggio impossibile. Reuß von Plauen morì a Mohrungen il 2 gennaio 1470 e venne sepolto nella Cattedrale di Königsberg.